# Марк Девіс

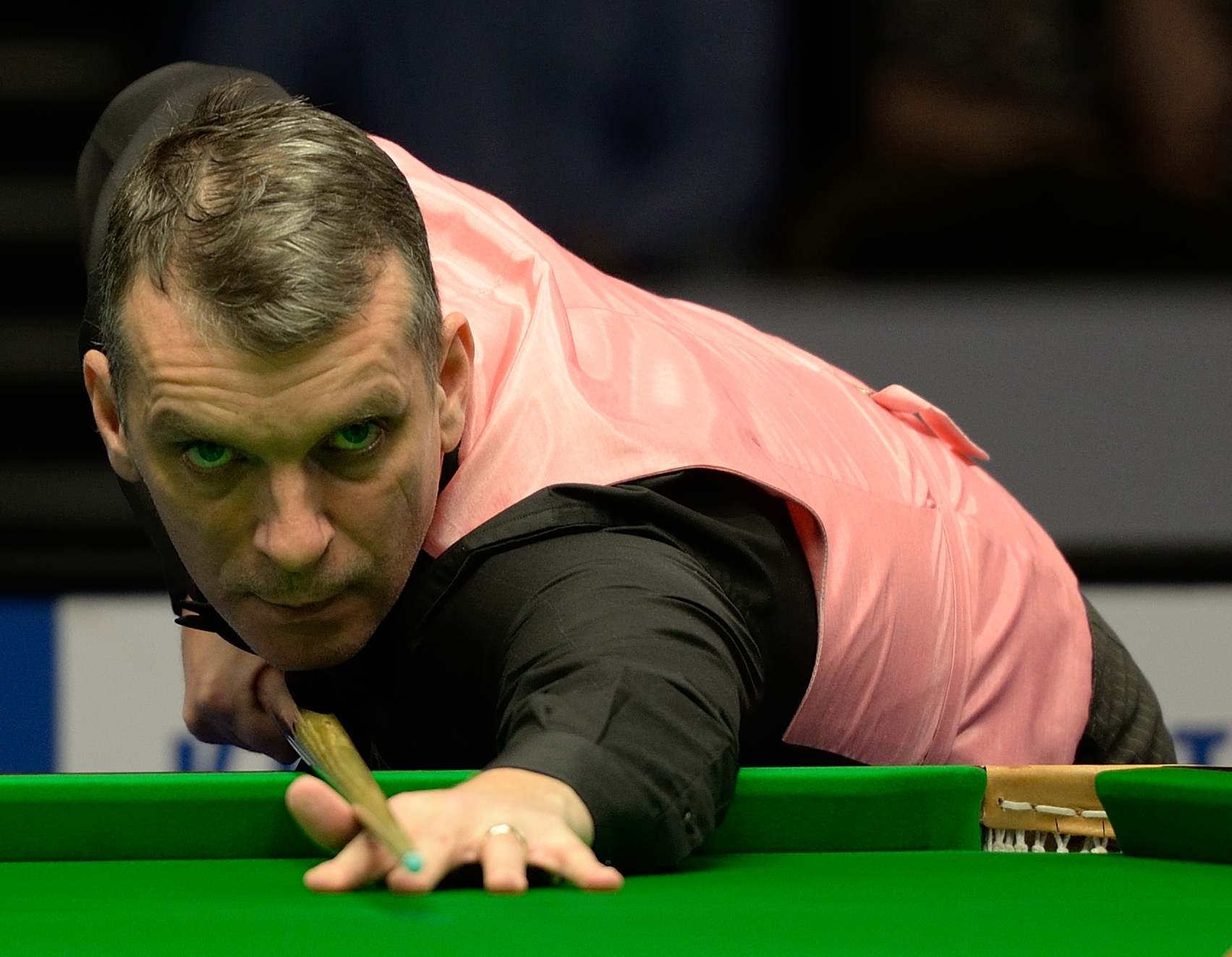
Марк Девіс, 2015

Ма́рк Де́віс (англ. Mark Davis нар.12 серпня 1972 Гастінгс, Англія) — англійський професіональний гравець в снукер.
Марк став професіоналом у 1991 році, і протягом багатьох років вважався гравцем середньої ланки. Однак, він значно покращив свою гру наприкінці 2000-х, і в результаті в 2012 році дебютував у топ-16. Девіс вийшов у свій перший фінал рейтингового турніру в 2018 році, програвши Стюарту Бінгему у фіналі English Open. До цього його вважали найкращим гравцем, який ніколи не виходив до фіналу рейтингового турніру.
Девіс є другим за віком гравцем у снукер, який зробив офіційний максимальний брейк в 147 очок у професійному змаганні у віці 44 років та 202 днів. Він побив власний попередній рекорд - 44 роки та 151 день, зробивши свій другий максимальний брейк через 51 день після першого.

## Віхи кар'єри
1995 рік. Вперше заявив про себе, перемігши Кена Догерті на чемпіонаті світу.
2002 рік. Виграє свій перший професійний титул на чемпіонаті Benson & Hedges Championship. Це дозволяє йому отримати вайлд-кард на Мастерс.
2009 рік. Марк Девіс стає переможцем першого чемпіонату світу зі снукеру 6 червоних куль. У фіналі він переграв Марка Вільямса з рахунком 6-3.
2012 рік. Знову виграє чемпіонат світу зі снукеру 6 червоних куль, обігравши Шона Мерфі у фіналі. Досягає півфіналу Wuxi Classic, Відкритого чемпіонату Австралії та Чемпіонату Великої Британії.
2013 рік. Перемога над Нілом Робертсоном у фіналі дозволяє йому стати трикратним чемпіоном світу зі снукеру 6 червоних куль.  Обігрує Джона Гіггінса в "Крусіблі", щоб утретє дійти до 1/8 фіналу чемпіонату світу. Стає номером 12 світовому рейтингу.
2016 рік. Виграє чемпіонат світу серед сеньйорів, обігравши Даррена Моргана з рахунком 2-1 у фіналі.
2017 рік. Робить свій перший офіційний максимальний брейк (147 очок) у Лізі чемпіонату. Через кілька тижнів він робить ще один максимум у тому самому турнірі.
2018 рік. Вперше досягає фіналу рейтингового турніру за 27 професійної кар'єри. Це відбувається на English Open у Кроулі, в його рідному окрузі Сассекс. Переграє Ронні О’Саллівана 6-1 в півфіналі, але в фіналі програє Стюарту Бінгему 7-9.
2021 рік. Здійснює феноменальний камбек у матчі кваліфікації чемпіонату світу. Програючи 2-7 по ходу матчу Джеймі Кларку, перемагає в підсумку з рахунком 10-8 і виходить до основної сітки чемпіонату світу.

## Особисте життя
Девіс живе зі своєю дружиною Клер, їхнім сином Джеком та дочкою Міллі.

## Перемоги на турнірах
- Malta Masters — 1996
- Benson & Hedges Championship — 2002
- Merseyside Professional — 2002
- Чемпіонат світу зі снукеру 6 червоних куль — 2009, 2012, 2013